# 望海風斗のサウンドイマジン
『望海風斗のサウンドイマジン』（のぞみふうとのサウンドイマジン）は、2022年5月と8月にNHK-FMでパイロット版を放送した後、2023年4月9日から同局で毎週日曜日に放送されている音楽トーク番組である。

## 概要
元宝塚歌劇団のトップスターで、その後もミュージカル女優として活躍する望海風斗が初めてラジオパーソナリティを担当する番組である。
これまで、NHK-FMでは日曜日の12時台と13時台に『トーキング ウィズ 松尾堂』（最終週を除く）と『グッチ裕三の日曜ヒルは話半分』（最終週のみ）をそれぞれ放送してきたが、NHK総合テレビとNHKラジオ第1でサイマル放送している『NHKのど自慢』に、FMも加わった3波同時生放送の開始に伴って、レギュラー放送を終了することになった。当番組は、これらの番組と入れ替わる形で日曜日の夜に新たに編成されている。

## 内容
当番組では、通常週と最終週で番組構成がやや異なっている。番組の中盤では、ゲストが選んだり（通常週）、リスナーから送られた（最終週）「音の世界」を紹介する「耳をすます」コーナーを設けている。

## 放送日時
- 本放送：毎週日曜日 21:00 - 21:50
- 再放送：毎週土曜日 11:00 - 11:50（沖縄県のみ月1回程度『沖縄ミュージックジャーニー』の再放送を行うため休止あり）
  - 不定期で『今日は一日○○三昧』などの特番編成により休止する場合がある。
  - ゴールデンウィーク、お盆休み、年末年始および年度末や、当該月が5週ある月の、特定の1-2週にアンコール放送に充当する場合がある[注釈 2]。

## ゲスト
☆印のある人物は、望海と同じタカラジェンヌ（現役・OG問わず）。

### パイロット版
1. 浅田真央
2. 井上芳雄

### レギュラー放送
1. 浦井健治
2. 平原綾香
3. 山寺宏一
4. （ワンマントーク）
5. 壮一帆☆
6. 原田慶太楼
7. 尾上松也
8. （ワンマントーク）
9. 武部聡志
10. 七海ひろき☆
11. 佐藤浩希
12. （ワンマントーク）
13. 宮澤エマ
14. 新納慎也
15. 咲妃みゆ☆
16. ウエンツ瑛士
17. （ワンマントーク）
18. 森口博子
19. （ワンマントーク）
20. 海宝直人
21. 甲斐翔真
22. （ワンマントーク）
諸事情で1週繰り上げ
23. 蒼井優
連続テレビ小説『ブギウギ』開始関連の特集として10月1日14:05頃 - 14:55にラジオ第1でアンコール放送
24. 小池修一郎（宝塚歌劇団演出家）
25. 安蘭けい☆
26. 増田明美（スポーツコメンテーター）
27. （ワンマントーク）
28. 東儀秀樹
29. 石丸幹二
30. （ワンマントーク）
31. K
32. 愛加あゆ☆
33. （ワンマントーク）
クリスマス・イブの生放送であるため、クリスマスソングなどを生歌唱した
34. （ワンマントーク）
第2週目の放送だったが、この日が2024年最初の新作の生放送[注釈 3]だったため特例として。この回は宝塚時代の望海の貴重なステージ音源を特集した
35. 末満健一
36. （ワンマントーク）
37. 屋比久知奈
38. 黒川伊保子（人工知能研究家）
39. （ワンマントーク）
40. 翼和希（OSK日本歌劇団） 
『ブギウギ』関連の特集
41. 蒼井優
『ブギウギ』関連の特集 2回目出演。前週の3月10日に第23回をアンコールしたため、実質2週連続出演。
42. （ワンマントーク）
43. ヒャダイン
44. アンジェラ・アキ
45. 臼井二美男（パラリンピック特集第1弾）
46. （ワンマントーク）
47. 片岡千之助
48. 高田千明、大森盛一、唐澤剣也、小林光二（パラリンピック特集第2弾 全員パラ陸上選手）
49. （ワンマントーク）
50. 伊礼彼方
51. （ワンマントーク）
この週は第3週だが編成上の都合による特例として
52. 増田明美（パラリンピック特集第3弾）
神戸市で行われた世界パラ陸上競技選手権大会のレポート
53. （ワンマントーク）
54. いきものがかり前編
55. 同上後編
番組初の2週連続ゲスト
56. 尾上菊之丞
57. （ワンマントーク）
初の全編生放送
58. 今田美穂（利き酒師）
59. 松村雄基
60. （ワンマントーク）
61. ヒャダイン（2回目）
62. 月城かなと
63. 上原理生
64. （ワンマントーク）
65. （同上）
この週は第1週だが編成上の都合による特例として。大阪放送局から大阪・関西についての楽曲を特集した
66. 大石静
67. 森公美子
68. （ワンマントーク）
本来は月末回での放送だが、10月27日はラジオ第1で衆議院総選挙開票速報を実施することにより、NHKプロ野球2024年の日本シリーズ（ソフトバンク対DeNA）第2戦をFMに迂回放送する都合で1週ずらし、11月最初の回に変更した。
69. 青栁貴史（製硯師）
70. クミコ
71. （ワンマントーク）
72. 蘭寿とむ☆
73. （ワンマントーク）
本来は月末回での放送だが、後述の通り12月第3・4週にクリスマススペシャルを放送する都合上、第2週目に前倒しした。
74. クリスマススペシャル前編 福原みほ、K
75. 同上後編 井上芳雄、K